# Canton de Donnemarie-Dontilly
Le canton de Donnemarie-Dontilly est une ancienne division administrative française, située dans le département de Seine-et-Marne et la région Île-de-France.
Le canton s'appelait "canton de Donnemarie-en-Montois" au moins jusqu'en 1914.

## Composition
Le canton de Donnemarie-Dontilly regroupait 19 communes jusqu'en mars 2015 :
- Cessoy-en-Montois, 217 habitants
- Châtenay-sur-Seine, 919 habitants
- Coutençon, 192 habitants
- Donnemarie-Dontilly, 2 790 habitants
- Égligny, 330 habitants
- Gurcy-le-Châtel, 521 habitants
- Jutigny, 569 habitants
- Lizines, 169 habitants
- Luisetaines, 222 habitants
- Meigneux, 215 habitants
- Mons-en-Montois, 455 habitants
- Montigny-Lencoup, 1 278 habitants
- Paroy, 180 habitants
- Savins, 625 habitants
- Sigy, 63 habitants
- Sognolles-en-Montois, 421 habitants
- Thénisy, 283 habitants
- Villeneuve-les-Bordes, 579 habitants
- Vimpelles, 485 habitants

## Représentation

### Conseillers généraux de 1833 à 2015
| Période                | Identité                                           | Parti                           | Qualité |
| ---------------------- | -------------------------------------------------- | ------------------------------- | --- |
| 1833-1848              | Comte Joseph de Cléron d'Haussonville              | Majorité ministérielle          | Ancien secrétaire d'ambassade, propriétaire à Gurcy-le-Châtel Député (1842-1848), Sénateur inamovible (1878-1884) Pair de France                                                      |
| 1848-1870              | Louis Félix Opoix                                  |                                 | Propriétaire Maire de Donnemarie-en-Montois (1870-1871) |
| 1870-1871 (annulation) | Comte Paul-Gabriel de Cléron d'Haussonville (fils) | Centre droit                    | Avocat, essayiste,historien de la littérature Rédacteur à la Revue des Deux Mondes Député de Seine-et-Marne (1871-1876) Membre de l'Académie française Propriétaire à Gurcy-le-Châtel |
| 1871-1874              | Marc Jacobé de Haut de Sigy                        | Droite (rallié à la République) | Maire de Sigy |
| 1874-1886              | Édouard Toussaint Bouchet                          | Républicain                     | Agriculteur à Preuilly, commune d'Egligny |
| 1886-1898              | Marc Jacobé de Haut de Sigy                        | Droite                          | Maire de Sigy |
| 1898-1910 (démission)  | Paul Rain                                          | Rad.                            | Banquier, greffier de la justice de paix Maire de Donnemarie-en-Montois (1892-1910)                                                                                                   |
| 1910-1919              | Jules Colon                                        | Rad.                            | Cultivateur, maire de Thénisy (1890-1919) |
| 1919-1934              | Cléophas Lucquin                                   | Rad.                            | Directeur d'école, maire de Donnemarie-en-Montois (1910-1924) |
| 1934-1940              | Armand Cochin                                      | Rad.                            | Greffier de Paix à Donnemarie-en-Montois |
|                        |                                                    |                                 | |
| 1943-1945              | Joseph Lecointe                                    |                                 | Imprimeur à Mons-en-Montois Maire de Donnemarie-en-Montois Nommé conseiller départemental en 1943                                                                                     |
|                        |                                                    |                                 | |
| 1945-1951              | Armand Cochin                                      | Rad.                            | Greffier de Paix Adjoint au maire de Donnemarie-en-Montois |
| 1951-1965              | André Fromentin                                    | Rad.                            | Notaire Maire de Donnemarie-en-Montois (1953-1965) |
| 1965-1976              | Étienne Pinte                                      | UDR                             | Cadre d'un établissement public Député (1973-1978) (suppléant d'Alain Peyrefitte) |
| 1976-1979 (démission)  | Charles Presgurvic                                 | PS                              | Médecin, ancien résistant Maire de Donnemarie-Dontilly |
| 1979-1982              | Marc Fromion                                       | PS                              | Professeur d'éducation physique et sportive Député (juillet-décembre 1981) Maire de Gurcy-le-Châtel                                                                                   |
| 1982-2015              | Jacques Ballot                                     | DVD                             | Notaire (retraité), Donnemarie-Dontilly |

### Conseillers d'arrondissement (de 1833 à 1940)
Le canton de Donnemarie avait deux conseillers d'arrondissement.
| Période                                  | Période      | Identité                                 | Étiquette          | Qualité |
| ---------------------------------------- | ------------ | ---------------------------------------- | ------------------ | --- |
| 1833                                     | 1848         | Hubert Augustin Lenoble                  |                    | Juge de paix à Donnemarie, propriétaire à Châtenay-sur-Seine |
| 1833                                     | 1839         | Charles Louis Armand Mercier (1772-1846) |                    | Chef d'escadron d'état major, secrétaire du Conseil général de discipline de la Garde nationale de Paris Maire de Dontilly                                                  |
| 1839                                     | 1845         | François Delettre                        |                    | Maire de Donnemarie |
| 1845                                     | 1846 (décès) | Charles Louis Armand Mercier             |                    | Maire de Dontilly |
|                                          |              |                                          |                    | |
| 1852                                     | 1864         | Joseph François Auberton                 |                    | Maire de Montigny-Lencoup (1835-1870) |
| 1852                                     | 1874         | François Delettre (1803-1883)            |                    | Géomètre, propriétaire, maire de Donnemarie-en-Montois |
| 1864                                     | 1870         | Joseph Maillé                            |                    | Agent d'affaires à Donnemarie, nommé juge de paix en 1870 |
| 1870                                     | 1880         | François Jacquel (1800-1885)             |                    | Ancien directeur des faïenceries de Creil et de Montereau, propriétaire du château de la Grand-Croix, maire de Villeneuve-les-Bordes, Président du Conseil d'arrondissement |
| 1880                                     | 1886         | Georges-Léon Bouchet                     | Républicain        | Agriculteur à Gurcy-le-Châtel |
| 1886                                     | 1892         | Léopold Macquin                          | Républicain        | Agriculteur, maire d'Égligny |
| 1892                                     | 1907         | Cyr Macquin                              | Républicain rallié | Agriculteur, maire de Châtenay-sur-Seine |
| 1907                                     | 1919         | Louis Poisson                            |                    | Négociant à Donnemarie |
| 1919                                     | 1931         | Léon Lauzier                             | Radical            | Propriétaire et négociant à Montigny-Lencoup |
| 1931                                     | 1937         | Léon Macquin (1877-1942)                 | Radical            | Maire de Châtenay-sur-Seine |
| 1937                                     | 1940         | Théodore Gomy                            | Radical            | Propriétaire à Châtenay-sur-Seine |
| 1940                                     |              |                                          |                    | Les conseils d'arrondissement ont été suspendus par la loi du 12 octobre 1940 et n'ont jamais été réactivés                                                                 |
| Les données manquantes sont à compléter. |              |                                          |                    | |

## Démographie
| 1968  | 1975  | 1982  | 1990  | 1999  | 2006   | 2011   | 2012   |
| ----- | ----- | ----- | ----- | ----- | ------ | ------ | ------ |
| 6 330 | 6 406 | 7 150 | 8 656 | 9 708 | 10 315 | 10 816 | 10 853 |